# 折逋喻龙波
折逋喻龙波（?—?），北宋吐蕃西凉府六部首领，是宋朝的权知西凉州、左厢押蕃落副使。
五代十国凉州的河西节度使由折逋嘉施担任，于是折逋家族世袭凉州。宋朝殿直丁惟清到凉州买马。淳化四年（993年），折逋阿喻丹去世，其弟折逋喻龙波为保顺郎将代他担任权知西凉州。淳化五年（994年）春，知西凉府左厢押蕃落副使折逋喻龙波、振武军都罗族大首领一起向宋朝廷贡马。至道二年（996年）七月，西凉府押蕃落副使折逋喻龙波上表告诉皇帝，说蕃部多次为李继迁侵略，就和吐蕃都部署没暇拽于会同六谷蕃众来朝，来献名马。上厚赐他。凉州再来请帅，宋太宗下诏以丁惟清知州事，赐给他牌印。